# Arne Sejersted
Arne Sejersted (Trondheim, Sør-Trøndelag, 18 de juliol de 1877 - Lillesand, Aust-Agder, 17 de desembre de 1960) va ser un regatista noruec que va competir a començaments del segle xx.
El 1920 va prendre part en els Jocs Olímpics d'Anvers, on va guanyar la medalla d'or en els 10 metres (1919 rating) del programa de vela, a bord del Mosk II.